# 渡邉晴智
渡邉 晴智（わたなべ はるとも、1973年7月30日 - ）は、競輪選手。日本競輪選手会静岡支部所属。静岡県富士市出身。日本競輪学校（当時。以下、競輪学校）第73期生で、同期には村上義弘らがいる。師匠は村松清一。
長男の雅也（117期・静岡）、長女（雅也の姉）の栞奈（122期・静岡）も競輪選手。ほかに次女がいる。娘婿(雅也の義兄)は121期の選手である野崎翼。
弟子には栞奈・雅也のほか、甥である渡邉雄太（105期・静岡）・直弥（113期・静岡）らがいる。

## 経歴
星陵高等学校在学中から自転車競技を行い、競輪学校に入学。デビュー戦は1994年4月8日の千葉競輪場で迎え5着だったが、この開催では優勝を果たし、また優勝したレースが初勝利ともなった。デビューまもない頃から追い込みを主体とした競走に努め、1999年頃からGI、GIIに常時参加するようになったが、その99年12月に行われたふるさとダービー（佐世保競輪場）決勝において、当時GIタイトルに最も近い選手と目された福島の金古将人の番手を得て、その金古の走りに乗って優勝を果たした。
また、2001年のふるさとダービー（函館競輪場）では、これまた福島の選手かつ、タイトルに最も近い位置にいると目されていた伏見俊昭が逃げ切りの体勢に入ったところ、最終2センター付近でマークしていた神山雄一郎から切り替えて直線で鋭く追い詰め、伏見と同着優勝を果たした。
そしてこの頃、渡邉は自転車競技にも積極的に取り組んでおり、2002年のアジア競技大会（韓国・プサン）では神山雄一郎、金子貴志とのトリオでチームスプリントの優勝に貢献。また同年、フランスのボルドーで開催されたオープン・デ・ナシオンのケイリン種目において、堂々3位に食い込んだ。さらに同年、この年だけ実施された「グランプリポイント」の恩恵を受け、競輪祭決勝2着、全日本選抜競輪決勝7着の実績がモノを言い、KEIRINグランプリ初出場を果たす（8着）。
その後も時折厳しい位置取りを見せるマーク選手としての地位を確立し、特別戦線では常連選手としておなじみの存在となる。2007年はGI、GIIでともに2回ずつ決勝へと駒を進め、5年ぶりにKEIRINグランプリ出場を決めた他、初代となるS級S班の18名にも選出された。
そして2008年には地元の静岡で開催された日本選手権競輪において優勝を果たし、遂に念願のタイトルホルダー入りを果たした。さらには、続く高松宮記念杯競輪でも、決勝戦で同じ静岡の新田康仁の番手から差し切り、GI連覇を果たしている。

## 主な獲得タイトル
- 2008年 - 日本選手権競輪（静岡競輪場）、高松宮記念杯競輪（大津びわこ競輪場）

## 競走スタイル
S級への昇格を果たすとマーク選手に転向したが、他選手との併走において持ち前のダッシュ力を生かして先行選手との隙間をほとんど空けずに追走し、少しでも相手が離れた隙を突いてすかさず競り落とす技術は、競走ルールが厳しくなりつつある状況下における新時代の戦法として絶賛され、先輩マーク選手に対しても果敢に競りに行く競走姿勢もまたファンに好まれた。ただし最近は確実に先行選手の番手を主張できるため競りを行うことは少なくなっている。
ベテランとなった現在も自力を繰り出だせるほどのダッシュ力を持っているが、マーク選手としてこだわる姿勢を見せていることから、自力はあくまで最後の手段となっている。

## エピソード
- 20代の頃は板前のようなヘアースタイルをしていたことから、「板さん」と呼ぶファンもいた。
- 「ハレトモ」というニックネームがあるからか、本名も「はれとも」だと思っている人が少なくない。
- 2006年の千葉記念を手始めとして、2007年2月に開催された四日市記念まで、出場機会を得た記念競輪において6回連続決勝2着を経験。また四日市記念後に開催された東日本王座決定戦でも決勝2着となった。
- 第69回高松宮記念杯競輪（2018年）で同大会の20回連続出場を達成し、表彰された[5]。
- 追込転向後は2着に付けるケースが非常に多く、3着より2着の方が圧倒的に多いという珍しい選手である。従って2着固定流しで買うファンも多い。
- 地元・静岡で開催されたKEIRINグランプリ2021で先頭誘導員を務めた。KEIRINグランプリに出場経験のある選手がKEIRINグランプリで先頭誘導員を務めたのは初であった[6]。